# Höhr-Grenzhausen
Höhr-Grenzhausen è una città di 9 368 abitanti della Renania-Palatinato, in Germania.
Appartiene al circondario (Landkreis) del Westerwaldkreis (targa WW) ed è parte della comunità amministrativa (Verbandsgemeinde) di Höhr-Grenzhausen.